# گورستان سوراخ گرگک ۹
گورستان سوراخ گرگک ۹ مربوط به دوره اشکانیان است و در شهرستان کوهرنگ، بخش مرکزی، دهستان شوراب تنگزی، ۵/۲ کیلومتری شرق چلگرد به خط مستقیم، در شیب انتهایی دامنهٔ غربی کوه سوراخ گرگک واقع شده و این اثر در تاریخ ۲۷ اسفند ۱۳۸۷ با شمارهٔ ثبت ۲۶۳۱۰ به‌عنوان یکی از آثار ملی ایران به ثبت رسیده است.